# Denise Bronzetti
Denise Bronzetti, född 12 december 1972, är en sanmarinsk politiker som har varit landets statschef.
Bronzetti representerar PSD-partiet som hör till valförbundet Noi per la Repubblica i San Marinos Stora och allmänna rådet. Hon blev medlem i PSD:s företrädares ungdomsförbund då hon var 15 år gammal.
Bronzetti valdes till regerande kapten tillsammans med Teodoro Lonfernini i september 2012. Hon har varit en ledamot i parlamentet sedan 2006..
Bronzetti är gift och har två barn.